# Fort Benning South
Fort Benning South és una concentració de població designada pel cens dels Estats Units a l'estat de Geòrgia. Segons el cens del 2000 tenia 11.737 habitants.

## Demografia
Segons el cens del 2000, Fort Benning South tenia 11.737 habitants, 1.852 habitatges, i 1.816 famílies. La densitat de població era de 528,2 habitants/km².
Dels 1.852 habitatges en un 81,5% hi vivien nens de menys de 18 anys, en un 90,3% hi vivien parelles casades, en un 5,8% dones solteres, i en un 1,9% no eren unitats familiars. En l'1,7% dels habitatges hi vivien persones soles l'1,7% de les quals corresponia a persones de 65 anys o més que vivien soles. El nombre mitjà de persones vivint en cada habitatge era de 3,85 i el nombre mitjà de persones que vivien en cada família era de 3,88.
Per edats la població es repartia de la següent manera: un 28,8% tenia menys de 18 anys, un 32% entre 18 i 24, un 37,3% entre 25 i 44, un 1,7% de 45 a 60 i un 0,1% 65 anys o més.
L'edat mediana era de 22 anys. Per cada 100 dones de 18 o més anys hi havia 262,3 homes.
La renda mediana per habitatge era de 41.483 $ i la renda mediana per família de 40.913 $. Els homes tenien una renda mediana de 21.367 $ mentre que les dones 20.463 $. La renda per capita de la població era de 13.789 $. Entorn del 5% de les famílies i el 6,4% de la població estaven per davall del llindar de pobresa.

## Poblacions més properes
El següent diagrama mostra les poblacions més properes.